# Sand (Saba)

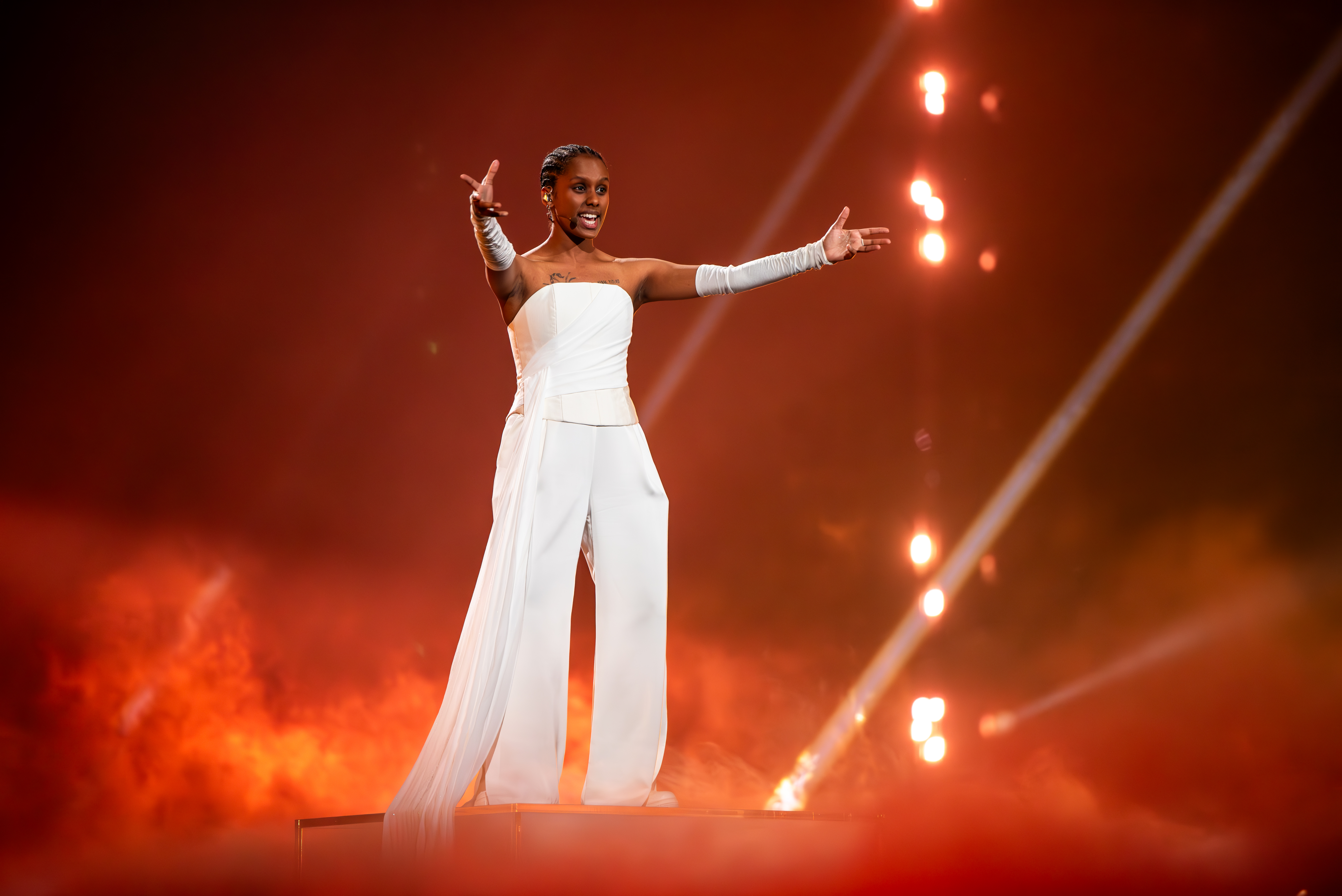
Saba mentre si esibisce sulle note di Sand alle prove semifinali dell'Eurovision Song Contest, 8 maggio 2024

Sand è un singolo della cantante danese Saba, pubblicato il 25 gennaio 2024.

## Descrizione
Sand è stata scritta e composta da Jonas Thander, Melanie Wehbe e Pil Kalinka Nygaard Jeppesen. Nelle varie interviste, Saba ha affermato che la canzone è un modo per esprimere la sensazione di perdere il controllo, usando la metafora della sabbia che scivola e cade dalle mani.
L'artista ha rivelato che la scelta di partecipare al Dansk Melodi Grand Prix 2024 è nata dalla vittoria della cantante svedese Loreen all'Eurovision Song Contest 2023, dalla quale ha preso ispirazione per il suo brano.

## Promozione
Il 25 gennaio 2024, Sand è stato selezionato come uno degli 8 brani partecipanti al Dansk Melodi Grand Prix, il festival musicale organizzato dall'emittente danese DR per selezionare il rappresentante nazionale all'Eurovision Song Contest 2024. Nella finale svoltasi il successivo 17 febbraio, la canzone si è qualificata nella superfinale a tre, insieme a Basim con Johnny e Janus Wiberg con I Need Your Love, ove il voto combinato di giuria e televoto l'ha proclamata vincitrice del festival e rappresentante danese sul palco eurovisivo a Malmö, in Svezia.
Per promuovere la sua canzone prima della manifestazione europea, Saba ha confermato la sua presenza ai vari eventi pre-party relativi al concorso tra cui il Melfest WKND a Stoccolma, il Barcelona Eurovision Party, l'Eurovision Spain Pre-Party a Madrid, il London Eurovision Party, l'Eurovision in Concert ad Amsterdam, il Nordic Eurovision Party a Stoccolma ed il MalmöHagen - Copenhagen Eurovision Party.

## Tracce
Testi di Jonas Thander, Melanie Wehbe e Pil Kalinka Nygaard Jeppesen, musiche di Jonas Thander.
1. Sand – 3:01

## Classifiche
| Classifica (2024) | Posizione massima |
| ----------------- | ----------------- |
| Danimarca         | 36                |
| Lituania          | 77                |